# Gemeiner Pelzkäfer
Der Gemeine oder Gefleckte Pelzkäfer (Attagenus pellio) gehört zur Gattung der Pelzkäfer (Attagenus) in der Familie der Speckkäfer (Dermestidae).

## Merkmale
Die Käfer erreichen eine Körperlänge von 3,5 bis 6 Millimetern. Sie haben einen schwarz gefärbten, dicht behaarten Körper, der stellenweise Bereiche mit heller Behaarung trägt. Je ein großer Fleck befindet sich in der Mitte der Deckflügel nahe der Flügeldeckennaht, je zwei weitere liegen seitlich hinter der Schulterbeule, wobei diese Flecke auch nicht ausgebildet sein können. Weitere Flecke finden sich am Halsschild basal mittig und an den beiden Ecken, kleinere Flecke liegen an den Seiten des Halsschildes hinter der Mitte. Das erste und achte bis elfte Fühlerglied ist schwarz, das zweite bis siebente ist gelb gefärbt. Die Beine sind abgesehen von den gelblichen Tarsen braun gefärbt. Die beiden ähnlichen Arten Attagenus megatoma und Attagenus schaefferi können vom Gemeinen Pelzkäfer durch das Fehlen der hell behaarten Flecke unterschieden werden.

## Vorkommen und Lebensweise
Die Tiere sind weltweit verbreitet, wobei man sie in Europa, nördlich bis nach Lappland und auch auf Grönland findet. Sie sind auf den Britischen Inseln häufig. Als Kulturfolger findet man die Art nur selten in freier Natur in Vogelnestern und Mulm, sie kommen jedoch in der Nähe des Menschen sehr häufig vor. Die Imagines treten bereits im Frühling in Wohnungen auf, in denen die Weibchen ihre Eier ablegen. Später im Jahr findet man die adulten Tiere auch auf Blüten von Doldenblütlern, Obstbäumen, Weißdornen und Schlehdorn. Die Larven werden bis zu 12 Millimeter lang und haben eine goldgelbe Färbung. Sie können durch ihren Fraß erhebliche Schäden an Textilien, Teppichen, Leder, Pelzen und Ähnlichem anrichten.